# Гринуп (Кентаки)
Гринуп (енгл. Greenup) град је у америчкој савезној држави Кентаки.

## Демографија
По попису из 2010. године број становника је 1.188, што је 10 (-0,8%) становника мање него 2000. године.
| Група             | 2000.         | 2010.         |
| Белци             | 1.072 (89,5%) | 1.073 (90,3%) |
| Афроамериканци    | 106 (8,8%)    | 90 (7,6%)     |
| Азијати           | 2 (0,2%)      | 4 (0,3%)      |
| Хиспаноамериканци | 9 (0,8%)      | 7 (0,6%)      |
| Укупно            | 1.198         | 1.188         |